# Secozomus latipes
Secozomus latipes är en spindeldjursart som beskrevs av Harvey 200. Secozomus latipes ingår i släktet Secozomus och familjen Hubbardiidae. Inga underarter finns listade i Catalogue of Life.